# Gerry Davey
John Gerald Davey, detto Gerry (Barking, 5 settembre 1914 – Contea di Orange, 12 febbraio 1977), è stato un hockeista su ghiaccio e allenatore di hockey su ghiaccio britannico naturalizzato canadese che ha rappresentato la nazionale britannica.

## Statistiche
Statistiche aggiornate.

### Giocatore

#### Club
| Stagione | Squadra                 | Stagione regolare | Stagione regolare | Stagione regolare | Stagione regolare | Stagione regolare | Stagione regolare | Playoff | Playoff | Playoff | Playoff | Playoff |
| Stagione | Squadra                 | Lega              | P                 | G                 | A                 | Pt                | PIM               | P       | G       | A       | Pt      | PIM     |
| -------- | ----------------------- | ----------------- | ----------------- | ----------------- | ----------------- | ----------------- | ----------------- | ------- | ------- | ------- | ------- | ------- |
| 1931-32  | Princes Ice Hockey Club | EL                | -                 | -                 | -                 | -                 | -                 |         |         |         |         |         |
| 1932-33  | ZSC                     | NLA               | -                 | -                 | -                 | -                 | -                 |         |         |         |         |         |
| 1933-34  | Streatham               | EL                | -                 | -                 | -                 | -                 | -                 |         |         |         |         |         |
| 1934-35  | Streatham               | EL                | -                 | -                 | -                 | -                 | -                 |         |         |         |         |         |
| 1935-36  | Streatham               | ENL               | -                 | -                 | -                 | -                 | -                 |         |         |         |         |         |
| 1936-37  | Streatham               | ENL               | -                 | -                 | -                 | -                 | -                 |         |         |         |         |         |
| 1937-38  | Streatham               | ENL               | -                 | -                 | -                 | -                 | -                 |         |         |         |         |         |
| 1938-39  | Falkirk Lions           | SNL               | -                 | -                 | -                 | -                 | -                 |         |         |         |         |         |
| 1939-40  | Falkirk Lions           | SNL               | -                 | -                 | -                 | -                 | -                 |         |         |         |         |         |
| 1940-41  | Did not play            |                   |                   |                   |                   |                   |                   |         |         |         |         |         |
| 1941-42  | Did not play            |                   |                   |                   |                   |                   |                   |         |         |         |         |         |
| 1942-43  | Did not play            |                   |                   |                   |                   |                   |                   |         |         |         |         |         |
| 1943-44  | Did not play            |                   |                   |                   |                   |                   |                   |         |         |         |         |         |
| 1944-45  | Did not play            |                   |                   |                   |                   |                   |                   |         |         |         |         |         |
| 1945-46  | Did not play            |                   |                   |                   |                   |                   |                   |         |         |         |         |         |
| 1946-47  | Streatham               | ENL               | -                 | -                 | -                 | -                 | -                 |         |         |         |         |         |
| 1947-48  | Wembley Lions           | ENL               | -                 | -                 | -                 | -                 | -                 |         |         |         |         |         |
| 1948-49  | Did not play            |                   |                   |                   |                   |                   |                   |         |         |         |         |         |
| 1949-50  | Streatham Royals        | SIL               | -                 | -                 | -                 | -                 | -                 |         |         |         |         |         |

#### Nazionale
| Stagione | Livello       | Risultati    | Risultati | Risultati | Risultati | Risultati | Risultati |
| Stagione | Livello       | Competizione | P         | G         | A         | Pt        | PIM       |
| -------- | ------------- | ------------ | --------- | --------- | --------- | --------- | --------- |
| 1931-32  | Great Britain | EC           | 5         | 7         | 0         | 7         | 0         |
| 1933-34  | Great Britain | WC           | -         | -         | -         | -         | -         |
| 1934-35  | Great Britain | WC           | -         | -         | -         | -         | -         |
| 1935-36  | Great Britain | OG           | 6         | 7         | 1         | 8         | 0         |
| 1936-37  | Great Britain | WC           | -         | -         | -         | -         | -         |
| 1937-38  | Great Britain | WC           | -         | -         | -         | -         | -         |
| 1947-48  | Great Britain | OG           | 7         | 5         | 0         | 5         | 0         |

### Allenatore

#### Club
| Stagione  | Squadra       | Lega | Ruolo        | Note |
| --------- | ------------- | ---- | ------------ | ---- |
| 1938-1939 | Falkirk Lions | SNL  | Player-Coach |      |

## Palmarès

### Giocatore

#### Nazionale
- Giochi olimpici: 1

 Regno Unito: 1936
- Campionato mondiale: 2

 Regno Unito: 1937, 1938
- Campionato mondiale: 1

 Regno Unito: 1935
- Campionato mondiale: 2

 Regno Unito: 1937, 1938
- Campionato mondiale: 1

 Regno Unito: 1935